# زنبورک (فیلم)
زنبورک فیلمی ایرانی به نویسندگی و کارگردانی فرخ غفاری است که در سال ۱۳۵۴ منتشر شد.

## خلاصهٔ داستان
در حدود دویست و پنجاه سال پیش، بعد از شکست و از هم گسیختگی سپاهی ایرانی در یک جنگ، اکثر افراد قشون کشته شده و تنها عدهٔ کمی از جمله یک زنبورک‌چی (پرویز صیاد) نجات پیدا می‌کند. زنبورک‌چی فرار می‌کند و به دست عده‌ای راهزن گرفتار می‌شود، راهزن‌ها او را وادار می‌کنند تا در نبرد با ارباب ظالم‌شان آن‌ها را کمک کند. و او به خاطر راهزنان گلولهٔ توپی به قلعهٔ ارباب شلیک می‌کند ولی بعداً در جبههٔ ارباب و اطرافیانش قرار می‌گیرد اما این بار حاضر نمی‌شود علیه راهزنان شلیک کند. و در فرصتی از سپاه آن‌ها می‌گریزد و در مسیر خود پهلوانی را (عنایت بخشی) از چنگ مرد ضعیفی نجات می‌دهد. آن دو سپس با جوانی مواجه می‌شوند (نوذر آزادی) که در جست‌وجوی گنجی است! و زمانی که مبارزه میان روستائیان و راهزنان درگرفته‌است. زنبورک‌چی و دوستانش دخالت می‌کنند و گلولهٔ توپی شلیک می‌کنند که ناگهان گنج که در زیر زمین پنهان بوده پراکنده می‌شود و بیرون می‌افتد! قشون نظامی که خود را مالک گنج می‌دانند سر می‌رسند و گنج را تصاحب کرده و آن‌ها را دستگیر می‌کنند.

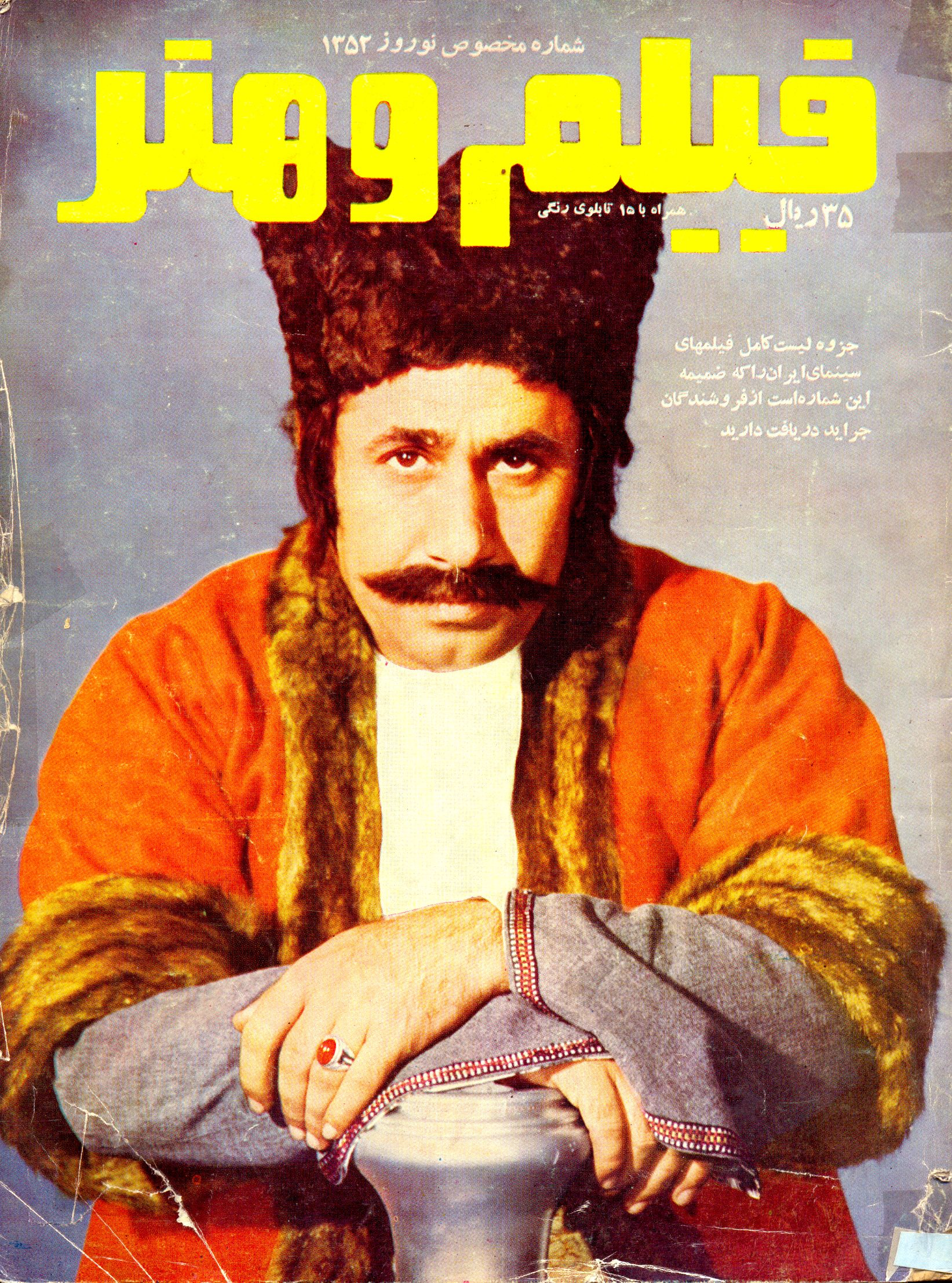
پرویز صیّاد در زنبورک

## بازیگران
- پرویز صیاد
- پوری بنایی
- نوذر آزادی
- عنایت‌الله بخشی
- جهانگیر فروهر
- شهناز تهرانی
- صادق بهرامی
- محمود بهرامی
- بهمن زرین‌پور
- حسین امیرفضلی
- محمد گودرزی
- باقر صحرارودی
- محمد اسکندری
- علیرضا قوامی
- جواد میرمیران